# ヴァンパイア・ウィークエンド
ヴァンパイア・ウィークエンド（Vampire Weekend）は、アメリカ合衆国ニューヨーク出身のインディー・ロックバンド。2006年に結成され、現在までに4つのアルバムを発表している。音楽的にはアフロポップに影響を受けたサウンドを特徴とする。
2006年に、ギターボーカルのエズラ・クーニグ、マルチ・インストゥルメンタリストのロスタム・バトマングリ、ベーシストのクリス・バイオ、ドラマーのクリス・トムソンの4人でバンドを結成。 2008年のデビューアルバム『Vampire Weekend』のヒットで世界的に知られるようになる。 2010年の2作目のアルバム『Contra』は高い評価を受け、2013年の3作目『Modern Vampires of the City』はグラミー賞のオルタナティヴ・ミュージック・アルバム部門を受賞し、大きな商業的成功を収めた。2016年にロスタム・バトマングリがバンドを脱退し、2019年に4作目『Father of the Bride』を発表。再びグラミー賞のオルタナティヴ・ミュージック・アルバム部門を受賞し、主要部門の最優秀アルバム賞にもノミネートされた。

## 来歴

### 2006年 - 2007年: 結成とキャリア初期

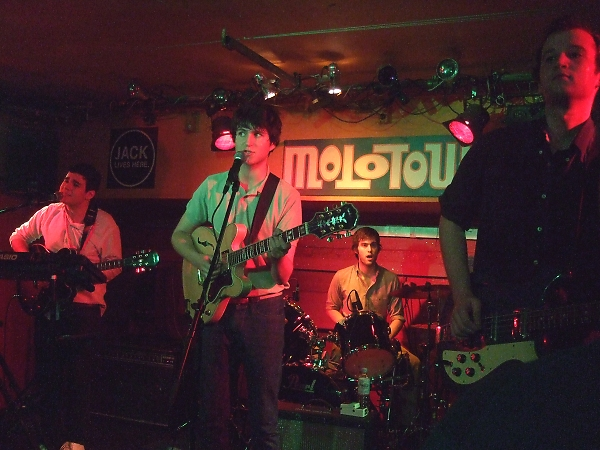
ライブで演奏するバンド（2007年）

ギターボーカルのエズラ・クーニグ、マルチ・インストゥルメンタリストのロスタム・バトマングリ、ベーシストのクリス・バイオ、ドラマーのクリス・トムソンの4人はコロンビア大学在学中に知り合い、2006年にバンドを結成する。エズラとロスタムはダーティー・プロジェクターズで演奏した経験から、ワールドミュージックとりわけアフリカの音楽に影響を受けるようになり、初期のサウンドが形作られた。バンド名のヴァンパイア・ウィークエンドはメンバーが共同で制作した同名の自主映画に由来している。エズラは1987年の吸血鬼映画『ロストボーイ』に影響を受け、同様の映画を作ろうとしていたが数日で諦めたのだった。バンドはコロンビア大学周辺でライブ活動をはじめ、大学の卒業後はフルタイムで働きながら自主製作でデビューアルバムに取り組んだ。
2007年、自主制作で3曲入りのEPを発表する。収録された楽曲「Cape Cod Kwassa Kwassa」はローリング・ストーンの年間ベストソングの67位に選ばれた。当時、音楽メディアが過剰な程にバンドを後押ししており、その人気はデビューアルバム発表前にもかかわらず3つのツアーを準備できる程だった。

### 2007年 - 2009年: ヴァンパイア・ウィークエンド

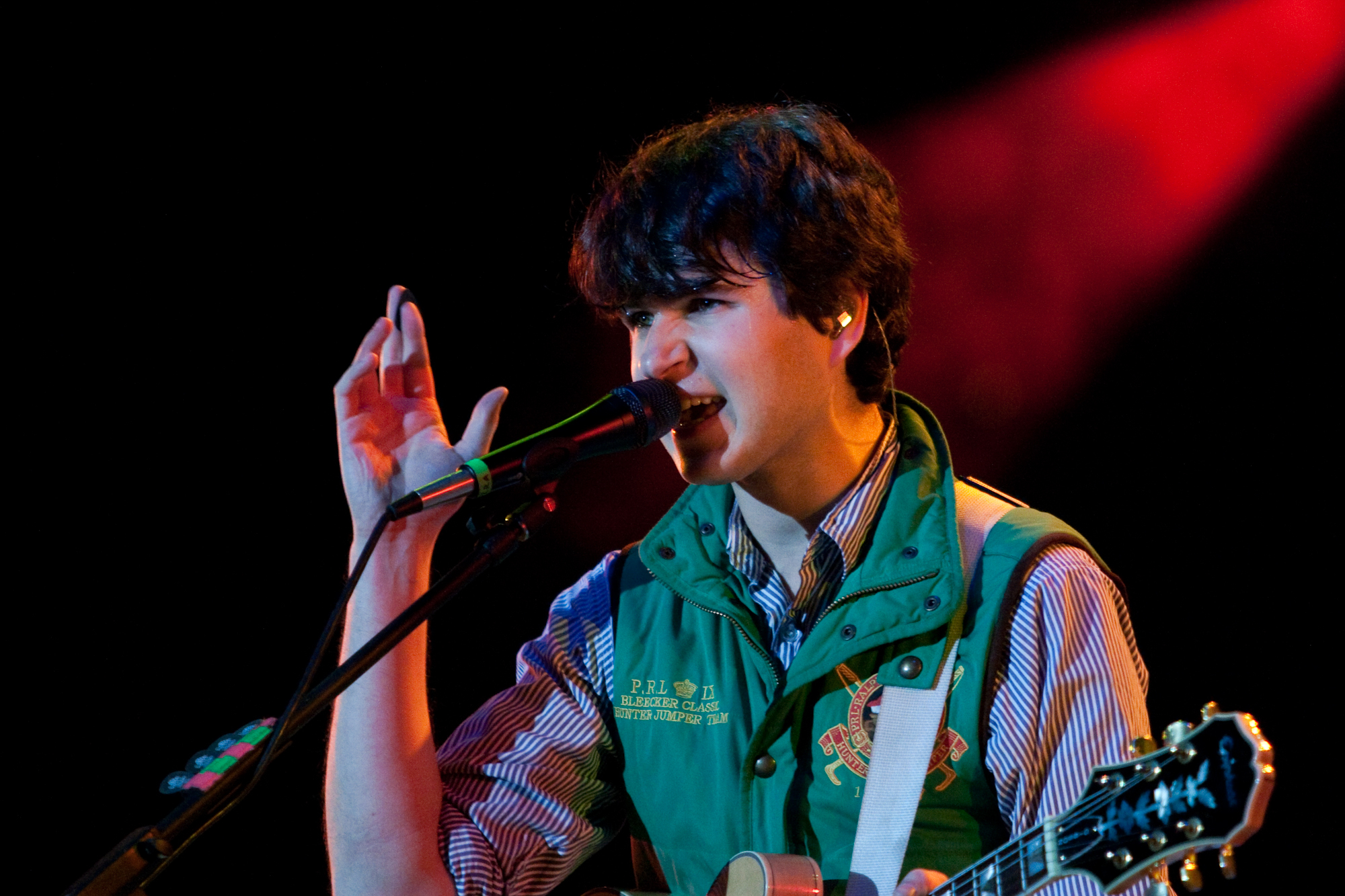
ライブで歌うリードシンガーのエズラ・クーニグ（2009年）

セルフタイトルのデビューアルバム『Vampire Weekend』はアメリカで2008年1月29日にリリースされ、最初の週に2万8000枚を売り上げてビルボード200で17位に初チャートインした。バンドはレイト・ショー・ウィズ・デイヴィッド・レターマンやサタデー・ナイト・ライブに相次いで出演した。同アルバムはアメリカで2008年にリリースされたインディーのデビューアルバムで最も売れたものとなり、ニールセン・サウンドスキャンによれば2年間で49万8000枚以上を売り上げた。
アルバムからのシングル「A-Punk」はBillboardのModern rockチャートで25位に、UKのシングルチャートで55位にチャートインした。さらにシングル「Oxford Comma」はUKシングルチャートで38位を記録する。
アルバムは批評家からも高く評価され、ローリング・ストーンは2000年代のベストアルバムのリストで56位に、ピッチフォークも同リストの51位に選出した。楽曲では特に「A-Punk」が人気となり、映画『俺たちステップ・ブラザース』や『アニマル・ウォーズ』のサウンドトラックにも使用された。
2008年夏にはサマーソニックに出演し、2009年11月には初の単独来日公演を開催している。

### 2009年 - 2011年: コントラ

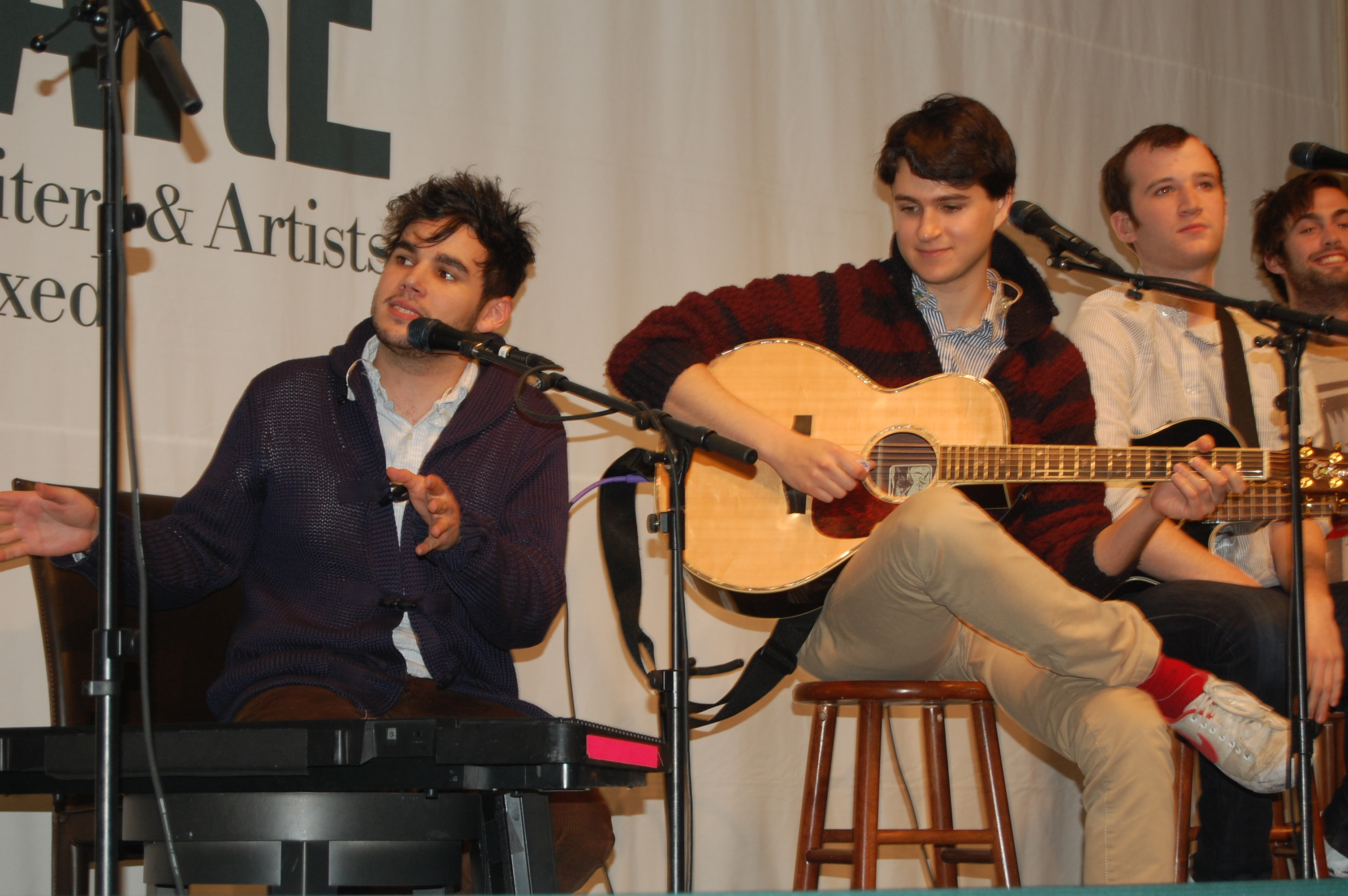
イベントでのバンドメンバー（2010年）

バンドの2作目のアルバム『Contra』は2009年の秋に発表される予定だったが延期され、翌2010年1月11日にリリースされた。同アルバムはイギリスでは発売第一週で4万2000枚を売り上げて全英アルバムチャートで3位にチャートインし、アメリカでは発売第一週で12万4000枚を売り上げてBillboard 200チャートで1位を獲得した。アルバムからの先行シングルとして2009年10月に「Horchata」が、11月に「Cousins」がリリースされた。
アルバムは批評家から絶賛され、音楽メディアのConsequence of Soundが年間ベストアルバムのリストで1位に選んだ他、ローリング・ストーン誌は同リストで6位に、ピッチフォークも6位に選出した。また第53回グラミー賞では、アルバムが最優秀オルタナティヴ・ミュージック・アルバム賞にノミネートされた。
2010年1月9日、バンドはMTVアンプラグドのアコースティックライブを行なう。翌月にはヨーロッパとカナダツアーを開催した。2月18日にはシングル「Giving Up the Gun」のミュージックビデオを公開する。このビデオにはジョー・ジョナス、リル・ジョン、RZA、ジェイク・ジレンホールがカメオ出演した。
2010年には、Coachella、Bonnaroo、Austin City Limitsなど多くの大型フェスに出演した。Glastonbury、T in the Park、フジロック・フェスティバルはメインステージへの出演となった。またワールドツアーを開催し、10月終わりから2度目の単独来日公演も行った。

### 2011年 - 2014年: モダン・ヴァンパイアズ・オブ・ザ・シティ

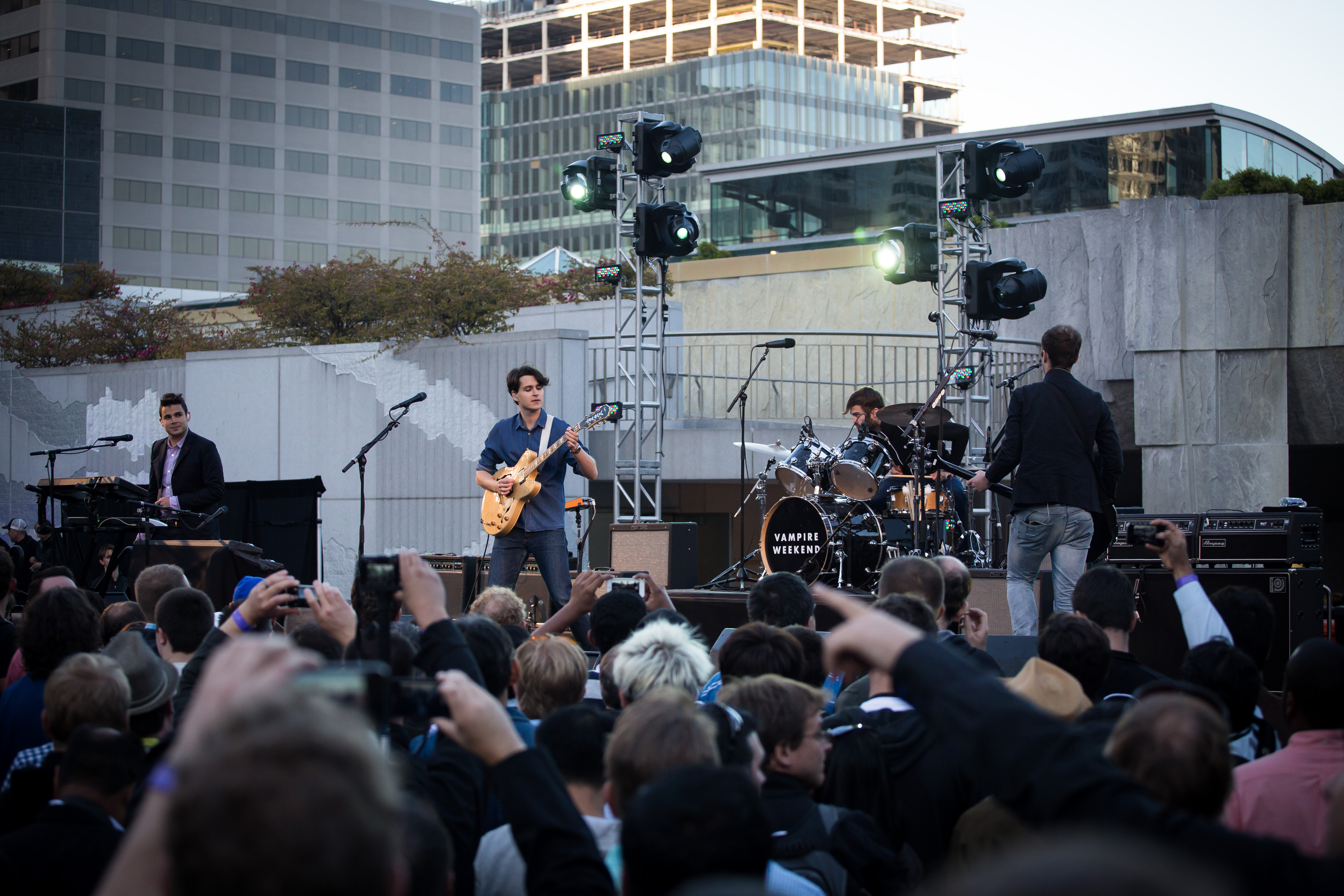
ライブで演奏するバンド（2013年）

2011年11月、バンドは3作目のアルバムに向けてスタジオで作業していることを公表する。2012年4月にはローリングストーン誌がニューアルバムは年内に発表されると報じたが、バンドは慎重に制作を進めており作品の詳細に関しては沈黙を貫いた。アルバムはニューヨークやロサンゼルスのスタジオ、ロスタムの自宅など様々な場所で制作された。プロデュースはロスタムが過去2作と同様に務め、さらに初の外部プロデューサーとしてアリエル・レヒトシェイドを招いた。
3作目のアルバム『Modern Vampires of the City』は2013年5月14日にリリースされた。同アルバムはアメリカで発売初週に13万4000枚を売り上げ、前作に引き続いてBillboard 200チャートで1位を獲得した。アルバムからは楽曲「Diane Young」「Ya Hey」「Step」「Unbelievers」がシングルカットされた。
アルバムは批評家から絶賛され、ローリング・ストーン誌が選ぶ2013年度ベストアルバムでは1位に選ばれた。楽曲では特に「Hannah Hunt」が高く評価され多くの音楽メディアが年間ベストトラックの一つに選出した。アルバムは第56回グラミー賞ではベスト・オルタナティブ・ミュージック・アルバムを受賞し、プロデューサーを務めたアリエル・レヒトシェイドは年間プロデューサー賞にノミネートされた。
2013年3月にバンドはThe Fader誌の表紙を飾る。同じ月にバンドはSXSWの最終日にクロージングショーを務めた。5月にはサタデー・ナイト・ライブで演奏を披露し、7月にはフジロック・フェスティバルに出演した。アルバムのツアーは翌2014年9月まで続いた。

### 2014年 - 現在: ファーザー・オブ・ザ・ブライド

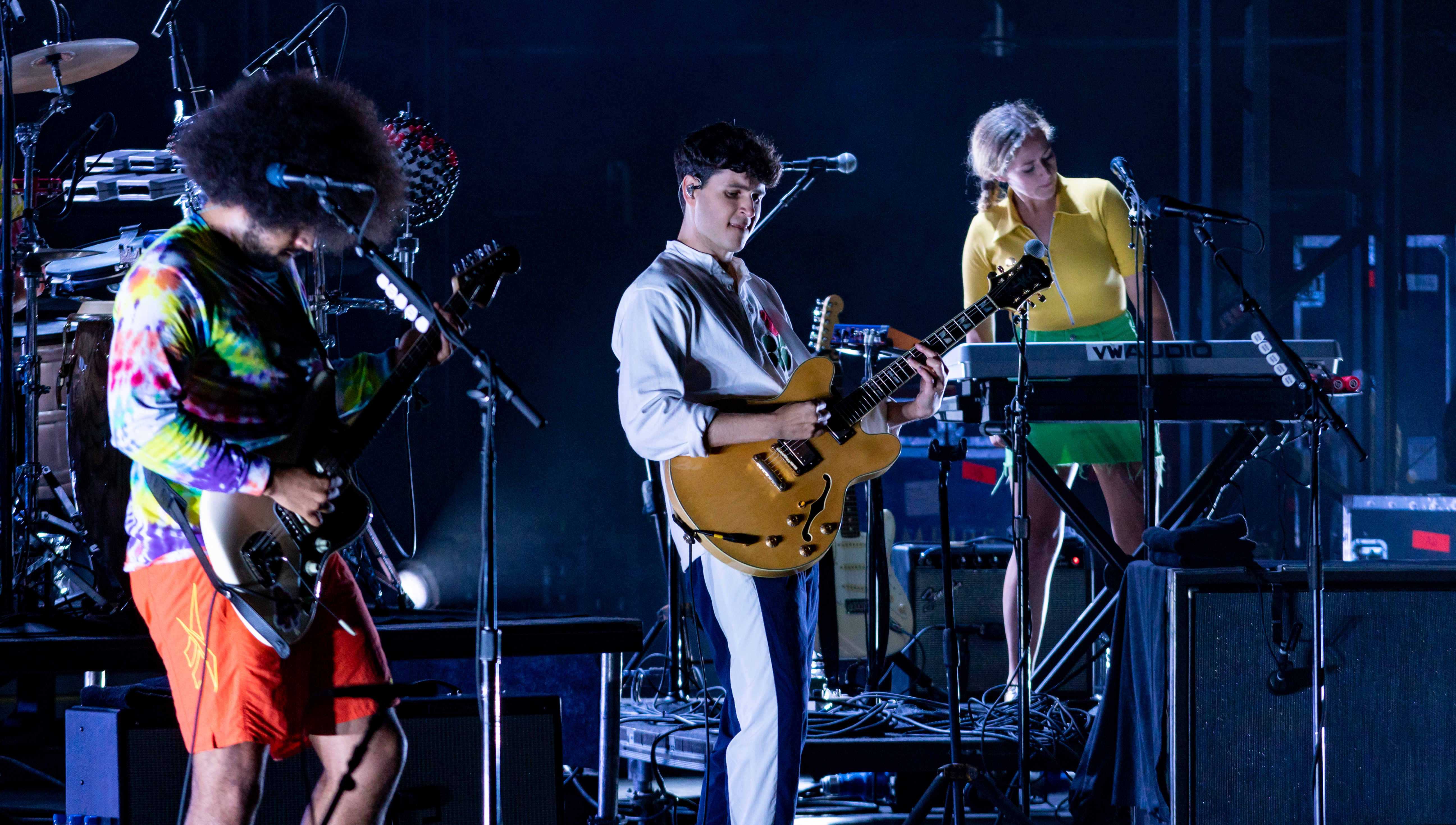
新しいライブメンバーを迎えたバンド（2018年）

2016年1月26日、ヴァンパイア・ウィークエンドの中心人物であるロスタム・バトマングリがバンドを脱退したことを発表する。ロスタムは、脱退してもエズラとのコラボを変わらず続けていくと付け加えた。同日にエズラからも声明が発表され、ニューアルバムに向けてスタジオで作業していること、その制作にロスタムも参加していること、アルバムの仮タイトルが『Mitsubishi Macchiato』であることを公表した。
ロスタムの脱退後はライブを行なっていなかったが、2018年6月16日に久々のライブをカリフォルニアで開催する。バンドはライブメンバーを増やし、楽器編成を大幅に改編した。この年、バンドはフジロック・フェスティバルを含む世界各地のフェスティバルに出演した。8月のロラパルーザのステージではニューアルバムが完成したことを発表した。
2019年1月、エズラはニューアルバムのタイトルと内容の詳細について話し、プロモーションとして3ヶ月に渡って毎月2曲ずつ新曲を公開すると発表した。予告通り「Harmony Hall」「2021」「Sunflower」「Big Blue」「This Life」「Unbearably White」の6曲がアルバムに先行して公開された。「Harmony Hall」「This Life」のミュージックビデオはThe Malloysが監督を務め、「Sunflower」のミュージックビデオはジョナ・ヒルが監督を務めた。4作目のアルバム『Father of the Bride』は5月3日に発表された。
アルバムにはフィーチャリングゲストとしてジ・インターネットのスティーヴ・レイシーとハイムのダニエル・ハイムがボーカルとして参加した。アルバムのエグゼクティブ・プロデューサーはアリエル・レヒトシェイド、エズラ・クーニグ、Chromeoのデイヴ・ワンが務め、他にもプロデューサーとしてロスタム・バトマングリ、BloodPop、DJ Dahi、スティーヴ・レイシーらが参加した。演奏ではダーティー・プロジェクターズのデイヴ・ロングストレスをはじめ、多くのスタジオミュージシャンが参加している。一部の楽曲にはサンプリングでハンス・ジマーや細野晴臣らの音源が使用された。
アルバムは前作に引き続きBillboard 200チャートで1位を獲得した。批評的にも高く評価され、VultureやStereogumなど10以上の音楽メディアが年間ベストアルバムのトップ10内に選出した。第62回グラミー賞ではアルバムが主要部門の最優秀アルバム賞に初めてノミネートされた他、最優秀オルタナティヴ・ミュージック・アルバム賞では2度目の受賞を果たし、楽曲「Harmony Hall」は最優秀ロックソング賞にノミネートされた。

## メンバー

### 現在のメンバー
- エズラ・クーニグ（Ezra Koenig） - リードボーカル、ギター（2006年 - ）
- クリス・バイオ（Chris Baio） - ベース、バックコーラス（2006年 - ）
- クリス・トムソン（Christopher Tomson） - ドラムス、パーカッション、バックコーラス（2006年 - ）

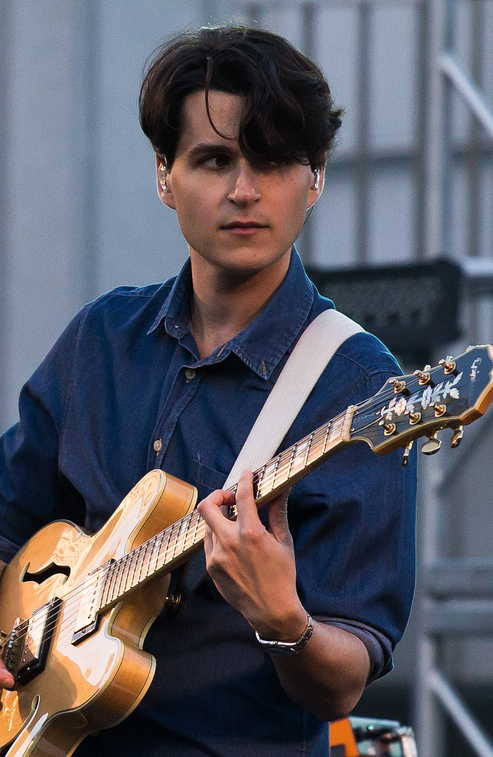
エズラ・クーニグ（ボーカル・ギター）
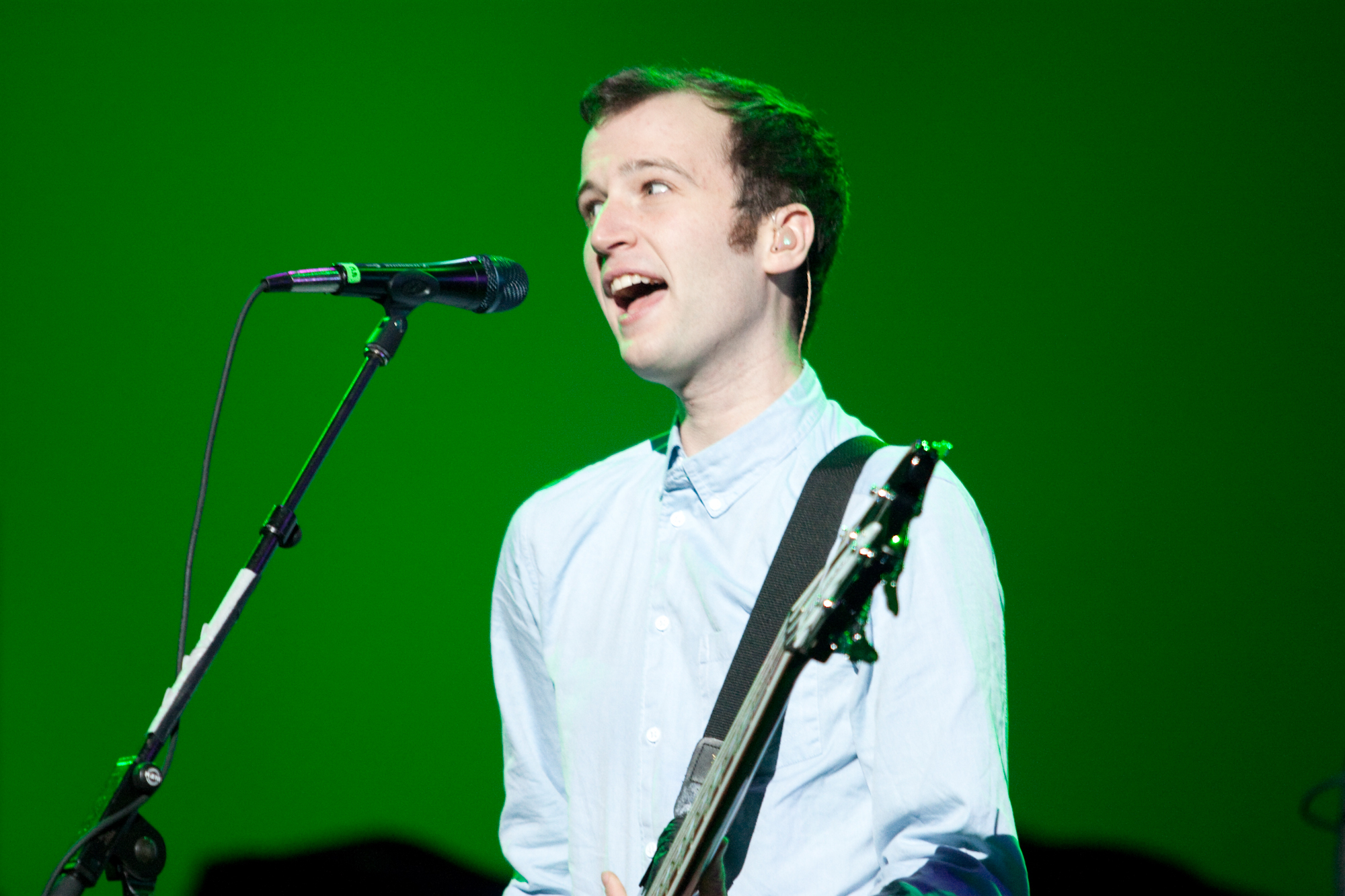
クリス・バイオ（ベース）
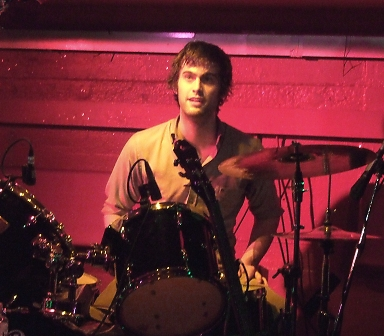
クリス・トムソン（ドラムス）

### ツアーメンバー
- Brian Robert Jones - ギター、バックコーラス（2018年 - ）
- Greta Morgan - キーボード、ギター、パーカッション、バックコーラス（2018年 - ）
- Garrett Ray - パーカッション、ドラムス、バックコーラス（2018年 - ）
- Will Canzoneri - キーボード、バックコーラス（2018年 - ）

### 過去のメンバー
- ロスタム・バトマングリ（Rostam Batmanglij） - キーボード、ギター、プログラミング、パーカッション、バックコーラス、レコードプロダクション（2006年 - 2016年）

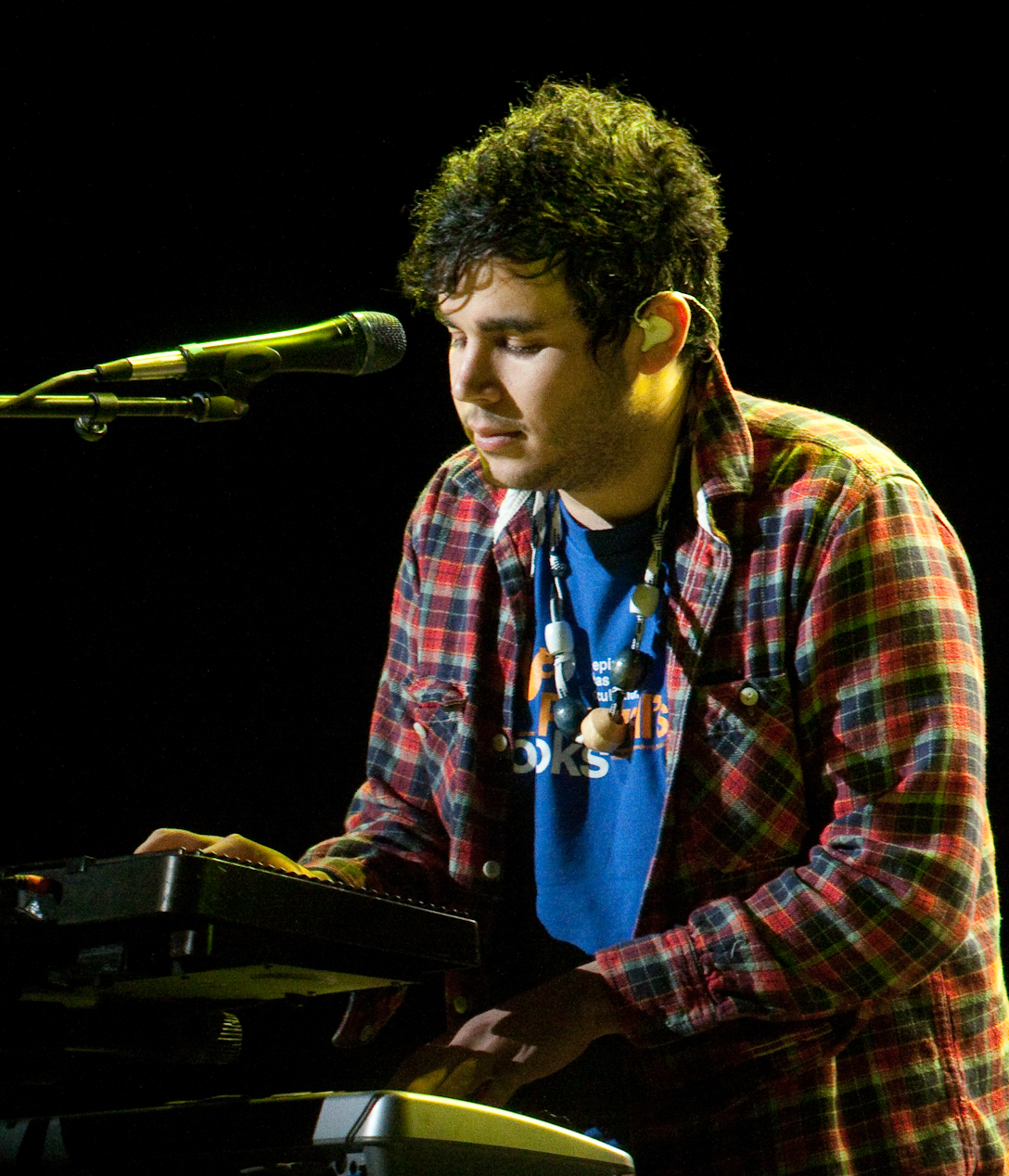
ロスタム・バトマングリ（マルチ奏者）

エズラとロスタムはダーティー・プロジェクターズに在籍していた経験がある。また、ロスタムはダーティー・プロジェクターズに在籍していたラ・ラ・ライオットのウェス・マイルスとのユニット、ディスカヴァリー（Discovery）でも活動していた。

## ディスコグラフィ

### スタジオアルバム
| 年                                        | タイトル                    | アルバム詳細                             | チャート最高位 | チャート最高位 | チャート最高位 | チャート最高位 | チャート最高位 | チャート最高位 | チャート最高位 | チャート最高位 | チャート最高位 | 認定                                                          |
| 年                                        | タイトル                    | アルバム詳細                             | US             | AUS            | BEL            | CAN            | FRA            | GER            | IRL            | SWE            | UK             | 認定                                                          |
| ----------------------------------------- | --------------------------- | ---------------------------------------- | -------------- | -------------- | -------------- | -------------- | -------------- | -------------- | -------------- | -------------- | -------------- | ------------------------------------------------------------- |
| 2008                                      | Vampire Weekend             | - フォーマット: CD, LP, digital download | 17             | 37             | 37             | —              | 81             | 85             | 23             | 44             | 15             | - US: ゴールド - AUS: ゴールド - CAN: ゴールド - UK: プラチナ |
| 2010                                      | Contra                      | - フォーマット: CD, LP, digital download | 1              | 2              | 8              | 2              | 15             | 15             | 4              | 14             | 3              | - US: ゴールド - AUS: ゴールド - CAN: ゴールド - UK: ゴールド |
| 2013                                      | Modern Vampires of the City | - フォーマット: CD, LP, digital download | 1              | 7              | 5              | 1              | 18             | 21             | 2              | 17             | 3              | - US: ゴールド - CAN: ゴールド - UK: ゴールド                 |
| 2019                                      | Father of the Bride         | - フォーマット: CD, LP, digital download | 1              | 8              | 8              | 6              | 38             | 21             | 5              | 31             | 2              |                                                               |
| "—"は未発売またはチャート圏外を意味する。 |                             |                                          |                |                |                |                |                |                |                |                |                |                                                               |

## 来日公演
- 2008年
  - 8月9日 大阪 舞洲スポーツアイランド - SUMMER SONIC OSAKA
  - 8月10日 千葉 幕張メッセ - SUMMER SONIC TOKYO
- 2009年
  - 11月17日 東京 代官山UNIT
- 2010年
  - 8月1日 新潟 苗場スキー場 - Fuji Rock Festival
  - 10月29日 東京 新木場STUDIO COAST
  - 10月31日 大阪 BIG CAT
  - 11月１日 名古屋 クラブクアトロ
- 2013年
  - 2月2日 東京 Zepp DiverCity - Hostess Club Weekender
  - 7月28日 新潟 苗場スキー場 - Fuji Rock Festival
- 2018年
  - 7月29日 新潟 苗場スキー場 - Fuji Rock Festival
- 2019年
  - 4月4日 東京 幡ヶ谷Commune Press (エズラのアコースティックライブ)
- 2022年
  - 7月29日 新潟 苗場スキー場 - Fuji Rock Festival
- 2025年
  - 7月27日 新潟 苗場スキー場 - Fuji Rock Festival